# Thank U, Next
Thank U, Next е петият студиен албум на американската певица Ариана Гранде. Издаден е на 8 февруари 2019 г.

## Списък с песните

### Оригинален траклист
1. „Imagine“
2. „Needy“
3. „NASA“
4. „Bloodline“
5. „Fake Smile“
6. „Bad Idea“
7. „Make Up“
8. „Ghostin“
9. „In My Head“
10. „7 Rings“
11. „Thank U, Next“
12. „Break Up with Your Girlfriend, I'm Bored“

### Японско делукс издание
1. „7 Rings (Remix)“ (с Ту Чейнс)
2. „Monopoly“ (с Виктория Монет)

### Японско делукс издание (DVD)
1. „Thank U, Next“ (видеоклип)
2. „7 Rings“ (видеоклип)
3. „Break Up with Your Girlfriend, I'm Bored“ (видеоклип)